# 渭北地区
渭北地区（いほくちく）は、徳島県徳島市の中心部より北部に位置する地区のひとつ。

## 地域
室町時代から徳島市の城山周辺を「渭津」（いつ）、城山を「渭山」（いのやま）、徳島城を「渭山城」（いのやまじょう）と呼んでいた。渭北という地名は、渭津の北側にあることに由来する。
徳島藩主蜂須賀家墓所で知られる興源寺や新四国曼荼羅霊場77番札所・萬福寺等の歴史的観光地がある。近年は田宮街道の拡張に伴い、ヤマダ電機や高層マンション（サーパスなど）が出来ており、都市化が進んでいる。
属している地域
- 助任橋、助任本町、下助任町、上助任町、南前川町、中前川町、北前川町、吉野本町、中吉野町、上吉野町、東吉野町、南常三島町、中常三島町、北常三島町、南田宮1丁目の一部地域

## 自然

### 河川
地区内には一級河川である吉野川の支流が入り乱れるように流れており、渭東地区と共に河川の多い地域として有名である。
| 河川     | 備考                                                                             |
| -------- | -------------------------------------------------------------------------------- |
| 吉野川   | 一級河川。地区内を流れる河川はすべて吉野川水系。                                 |
| 新町川   | 徳島市の中心部を流れる河川で、水際にある公園では色々な祭典や行事が行われている。 |
| 助任川   | 新町川の支流。                                                                   |
| 大岡川   | 助任川の支流。                                                                   |
| 興源寺川 | 大岡川の支流。興源寺にある池が水源。</mall>                                      |

### 画像

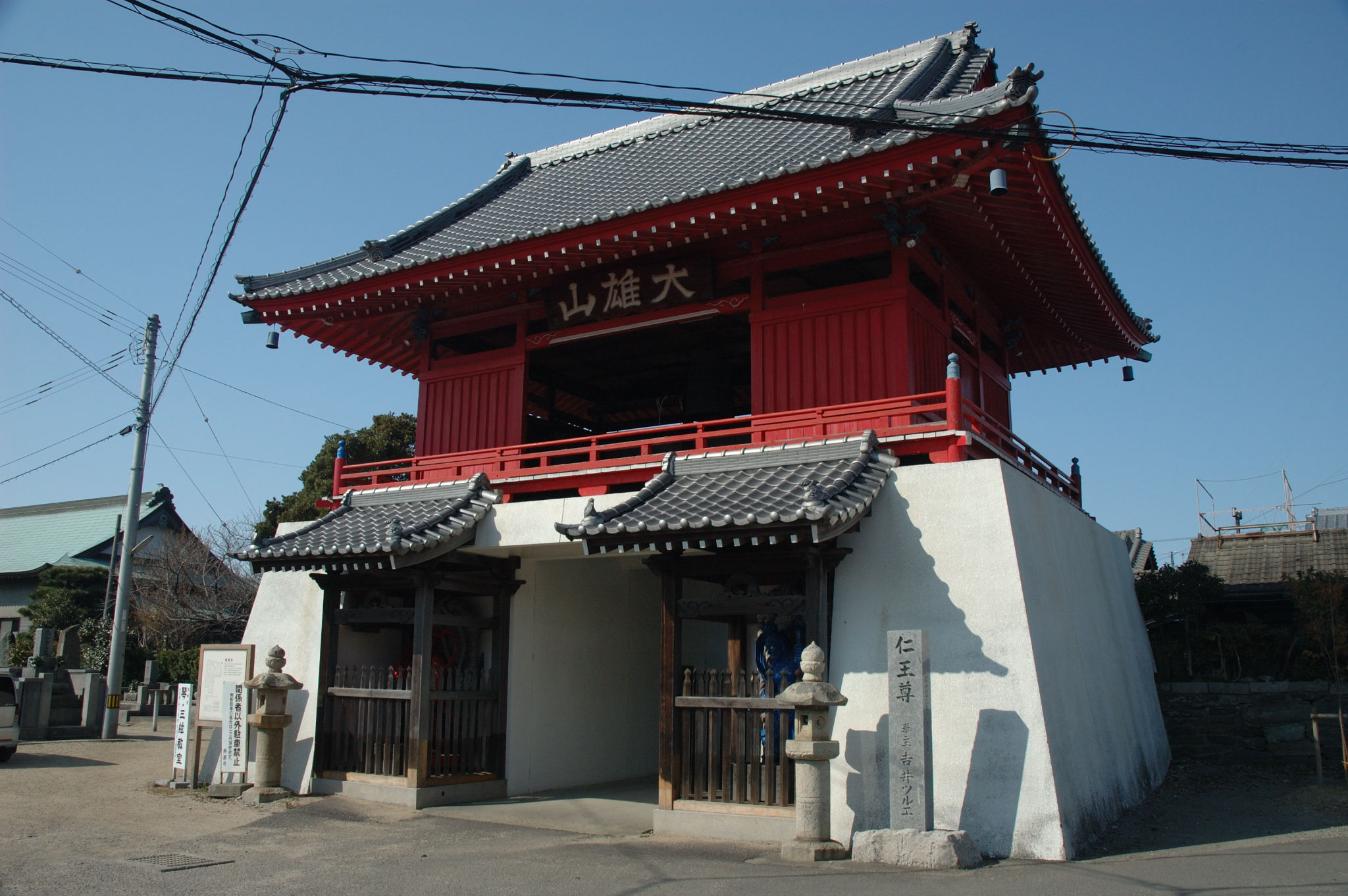
興源寺
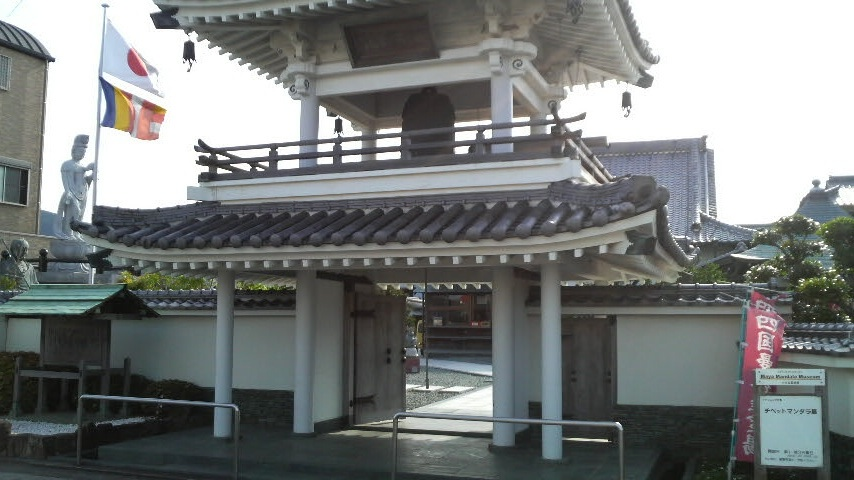
萬福寺
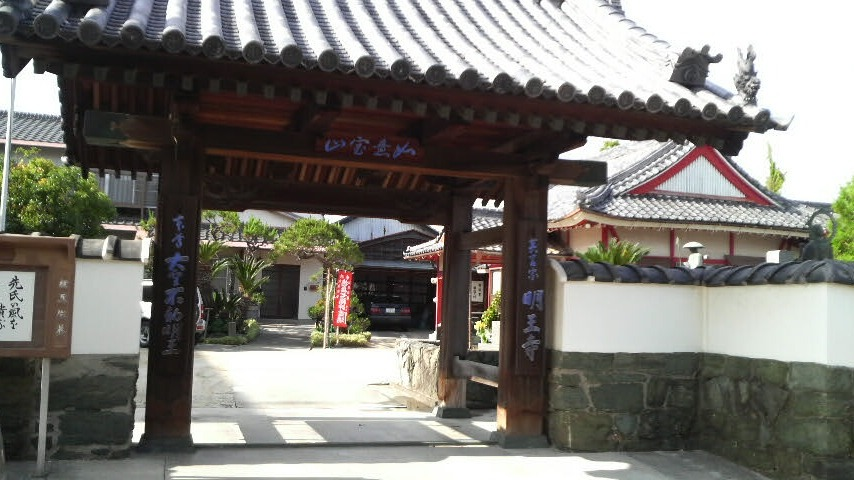
明王寺
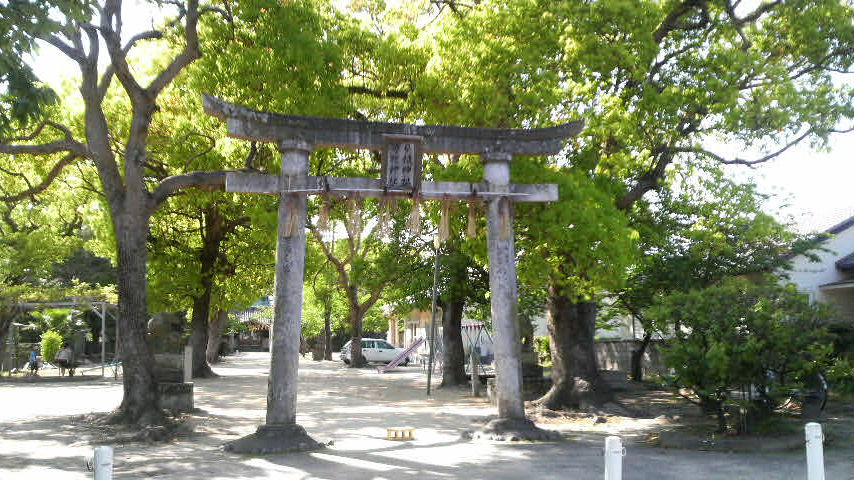
日枝神社
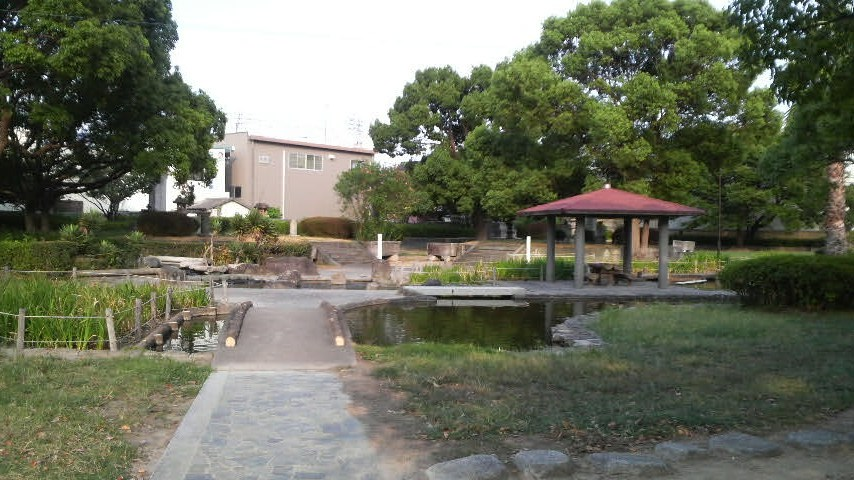
助任緑地
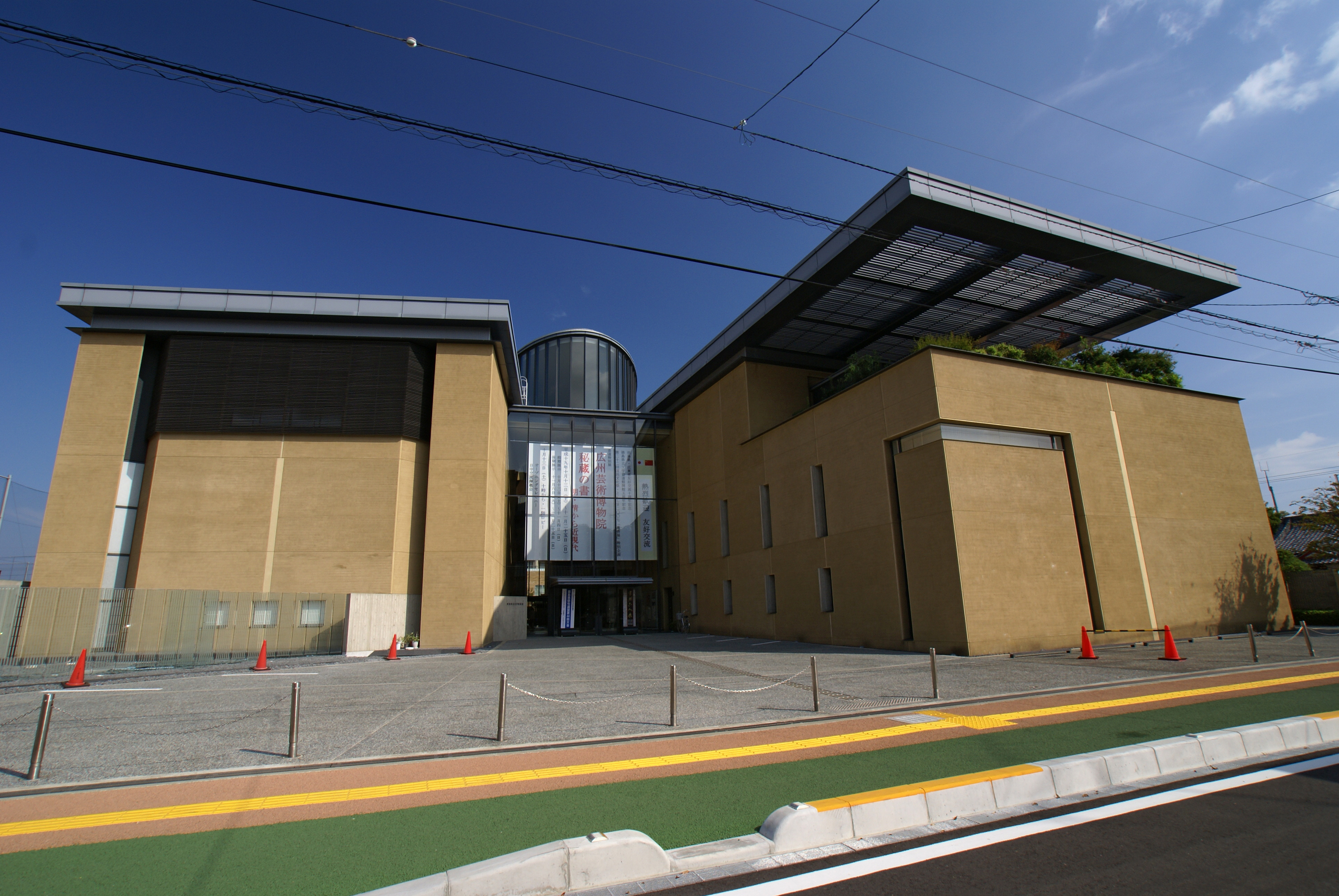
徳島県立文学書道館
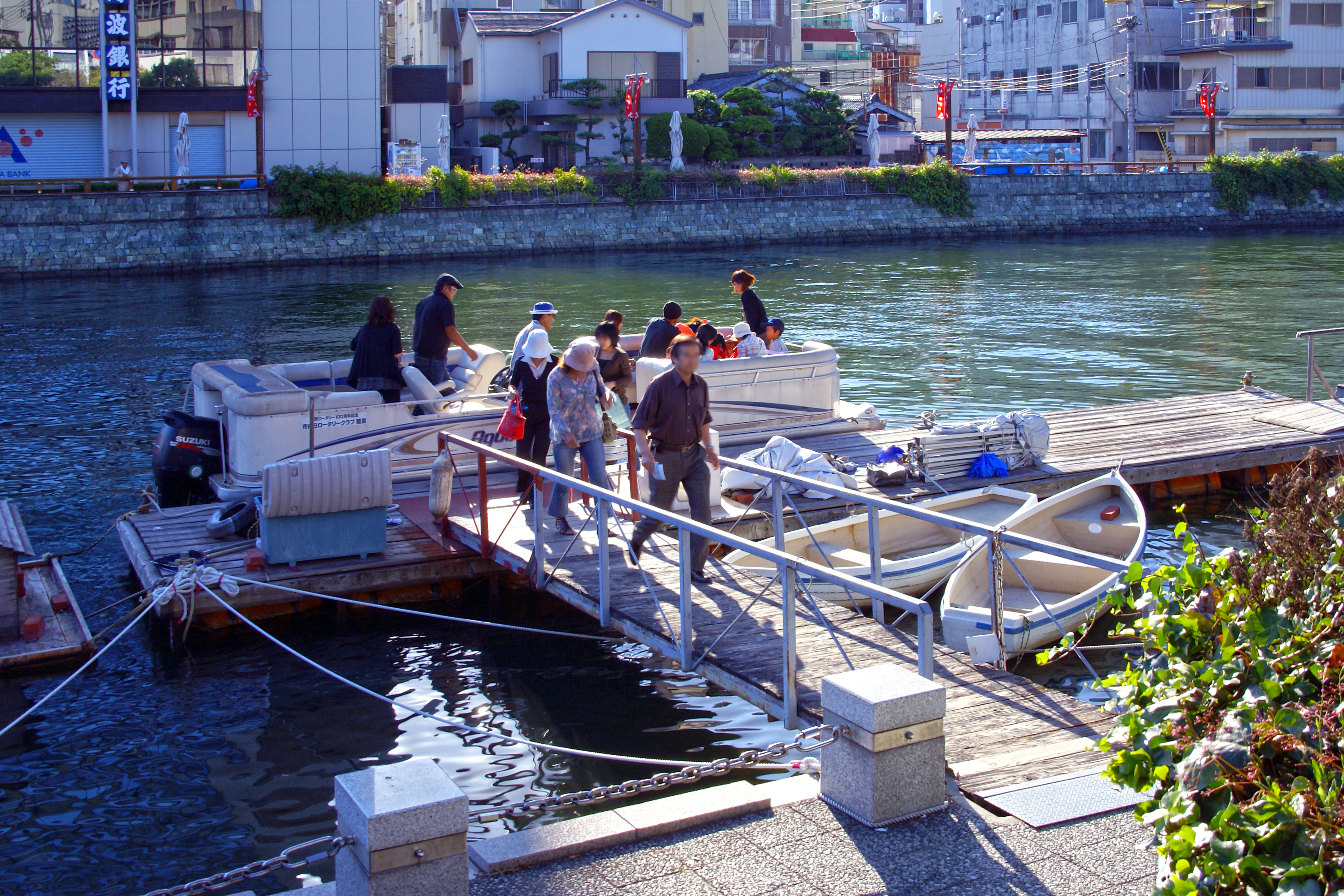
ひょうたん島一周遊覧船
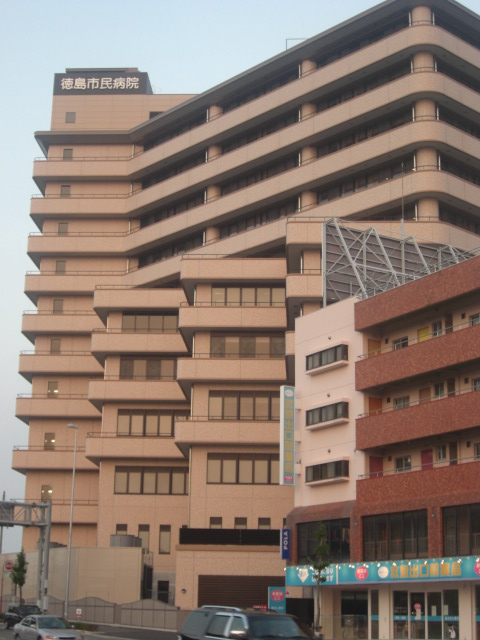
徳島市民病院
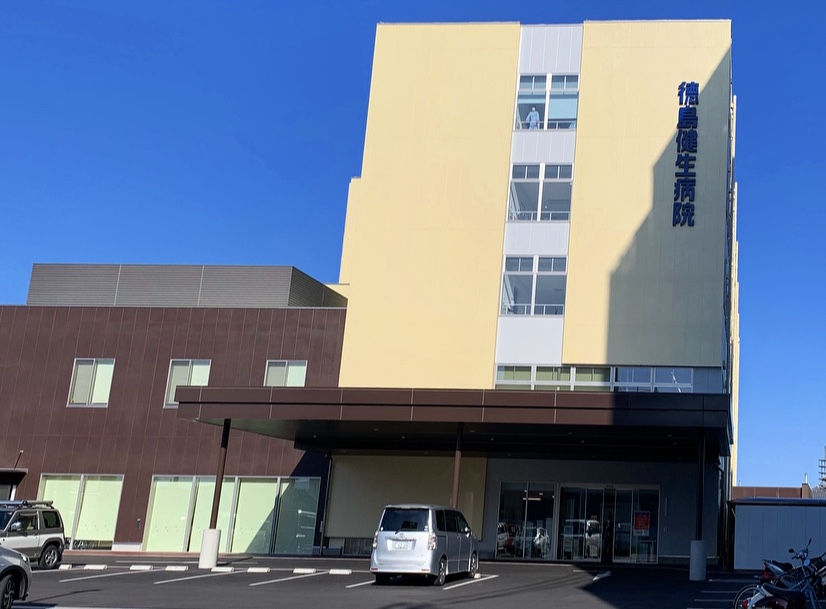
徳島健生病院

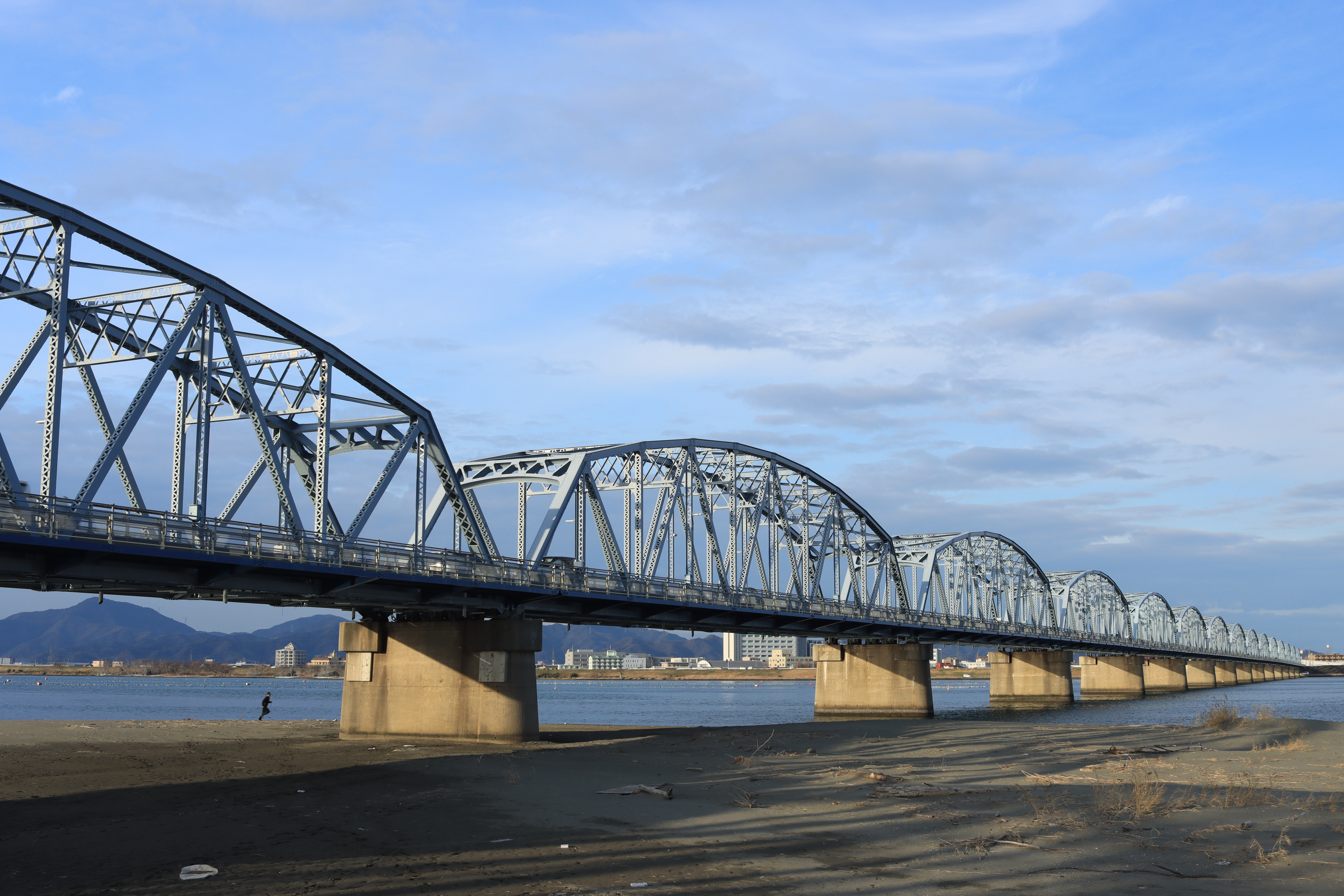
吉野川橋
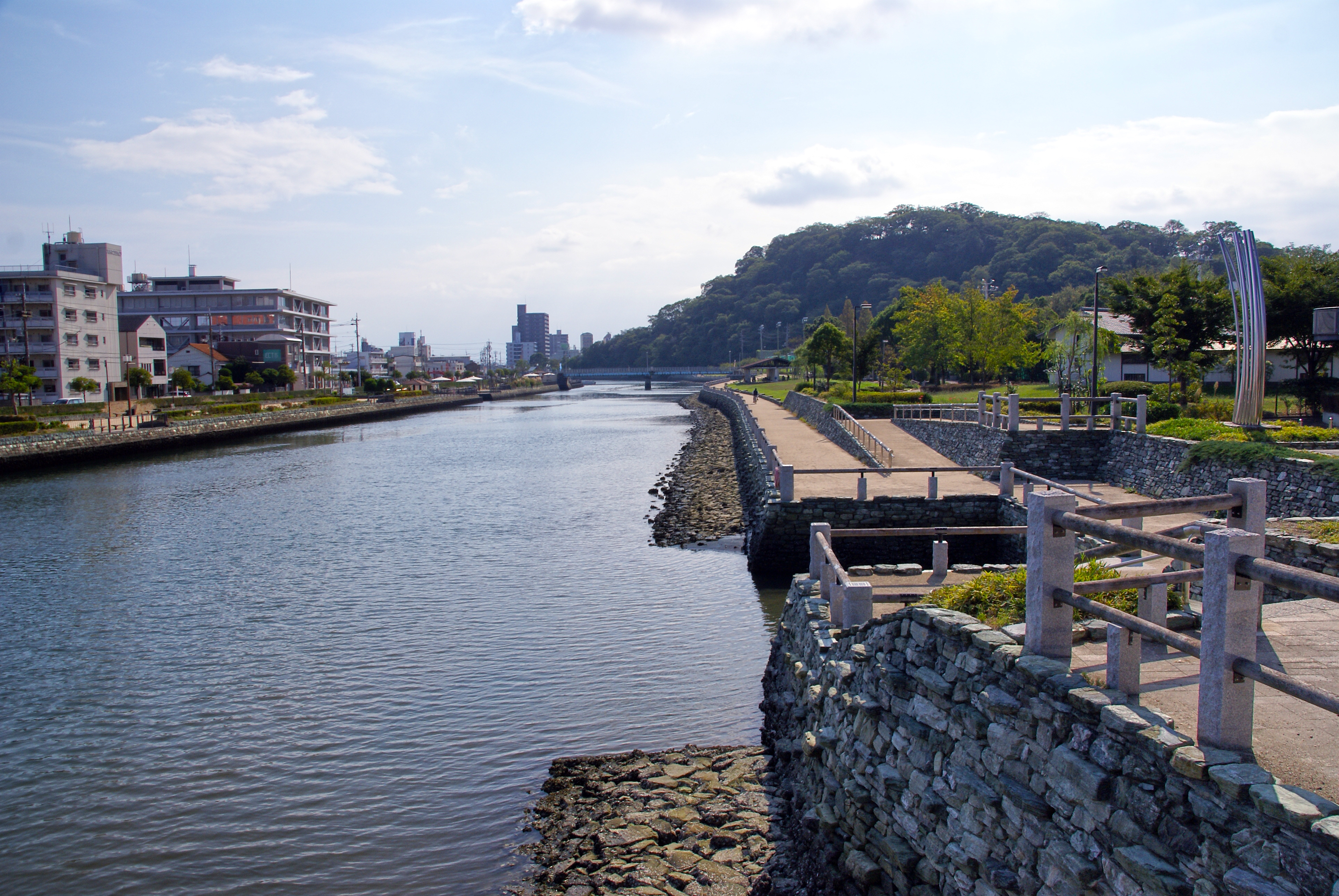
助任川
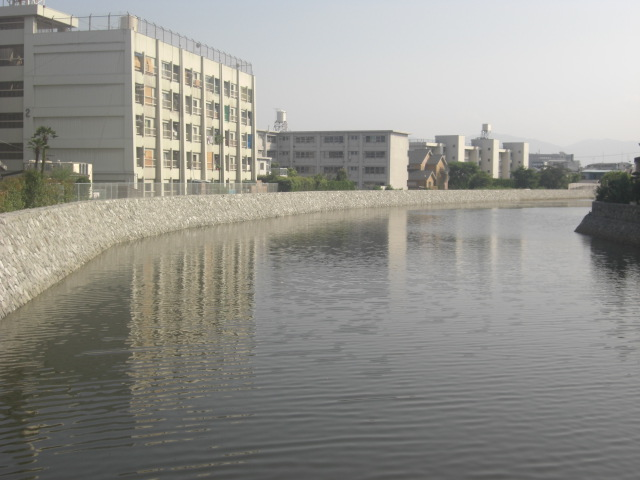
大岡川
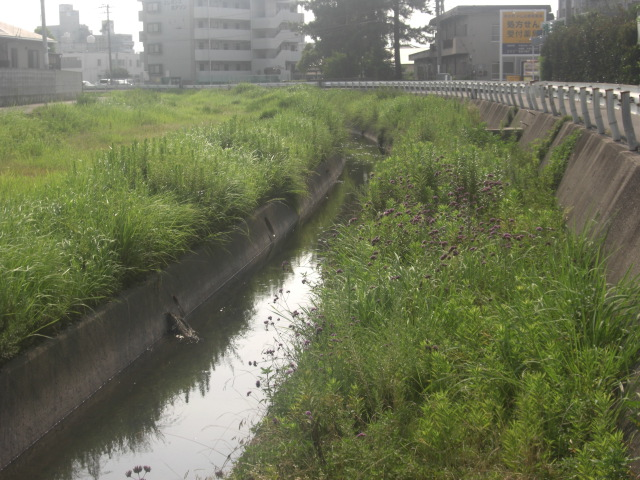
興源寺川

## 教育機関
| 学校名                       | 住所                                   | 画像 |
| ---------------------------- | -------------------------------------- | ---- |
| 徳島大学（常三島キャンパス） | 徳島市南常三島町1丁目1番地／2丁目1番地 |      |
| 香蘭高等学校                 | 徳島市北前川町2丁目8番地               |      |
| 鳴門教育大学附属中学校       | 徳島市中吉野町1丁目31番地              |      |
| 徳島市徳島中学校             | 徳島市中前川町3丁目16番地              |      |
| 鳴門教育大学附属小学校       | 徳島市南前川町1丁目1番地1              |      |
| 徳島市助任小学校             | 徳島市下助任町1丁目1番地               |      |
| 鳴門教育大学附属幼稚園       | 徳島市南前川町2丁目11番地1             |      |
| 徳島市助任幼稚園             | 徳島市北前川町2丁目10番地              |      |
| 鳴門教育大学附属特別支援学校 | 徳島市上吉野町2丁目1番地               |      |

## 本社がある企業
- 四国メディカルサポート
- 佐和子の店
- スターフード
- マルイパン

## 交通

### 道路
国道
- 国道11号

都道府県道
- 徳島県道15号徳島吉野線

起点は東吉野町。吉野川と鮎喰川の堤防沿えを走る県道で、「堤防の上」と呼ばれることもある。
- 徳島県道30号徳島鴨島線

田宮街道の愛称でも知られており、地区内の道路沿えにはヤマダ電機やミリオン中吉野店（中四国最大級のパチンコ店）等が存在する。
- 徳島県道39号徳島鳴門線

吉野川に架かる吉野川橋を通り、渭北地区の中心を走っている。県道15号線、県道30号線、国道11号と接続。
- 徳島県道189号沖ノ洲埠頭線

起点は東吉野町。吉野川の河川に沿って東に走っている。

## 施設

### 公共施設
- 徳島県立文学書道館
- 徳島市民病院
- 徳島健生病院

### 社寺・史跡
- 興源寺（徳島藩主蜂須賀家墓所）
- 萬福寺 - 新四国曼荼羅霊場77番、阿波秩父観音霊場29番札所、徳島七福神霊場・弁財天
- 明王寺 - 徳島七福神霊場・布袋尊
- 弘誓寺
- 助任八幡神社
- 春日神社
- 日枝神社
- 神明社

### 名所
- 助任緑地
- 助任川河岸緑地（徳島中央公園） - 美しい日本の歩きたくなるみち500選に選定。
- ひょうたん島一周遊覧船

### 祭事
- 吉野川フェスティバル

### 画像
- 興源寺
- 萬福寺
- 明王寺
- 日枝神社
- 助任緑地
- 徳島県立文学書道館
- ひょうたん島一周遊覧船
- 徳島市民病院
- 徳島健生病院

## 出身者
- 井上高格（政治家、元徳島市長）
- 井上勤（翻訳家）
- 北岡秀二（政治家、自由民主党前参議院議員）
- 瀧直太郎（徳島藩士）
- 福岡春菜（卓球選手、2008年北京オリンピック日本代表）
- 藤岡次郎太夫（徳島藩士）
- 長井長義（薬学者、エフェドリンの発見者）
- 三木寿三郎（徳島藩士）